# La Godefroy
La Godefroy ist eine französische Gemeinde mit 295 Einwohnern (Stand: 1. Januar 2022) im Département Manche in der Region Normandie. Sie gehört zum Arrondissement Avranches und zum Kanton Isigny-le-Buat. 
Nachbargemeinden sind Saint-Brice im Nordwesten, Tirepied-sur-Sée im Nordosten, Saint-Ovin im Südosten und Saint-Senier-sous-Avranches im Süden und im Westen.

## Bevölkerungsentwicklung
| Jahr      | 1962 | 1968 | 1975 | 1982 | 1990 | 1999 | 2008 | 2018 |
| --------- | ---- | ---- | ---- | ---- | ---- | ---- | ---- | ---- |
| Einwohner | 136  | 140  | 128  | 144  | 155  | 155  | 221  | 280  |

## Sehenswürdigkeiten

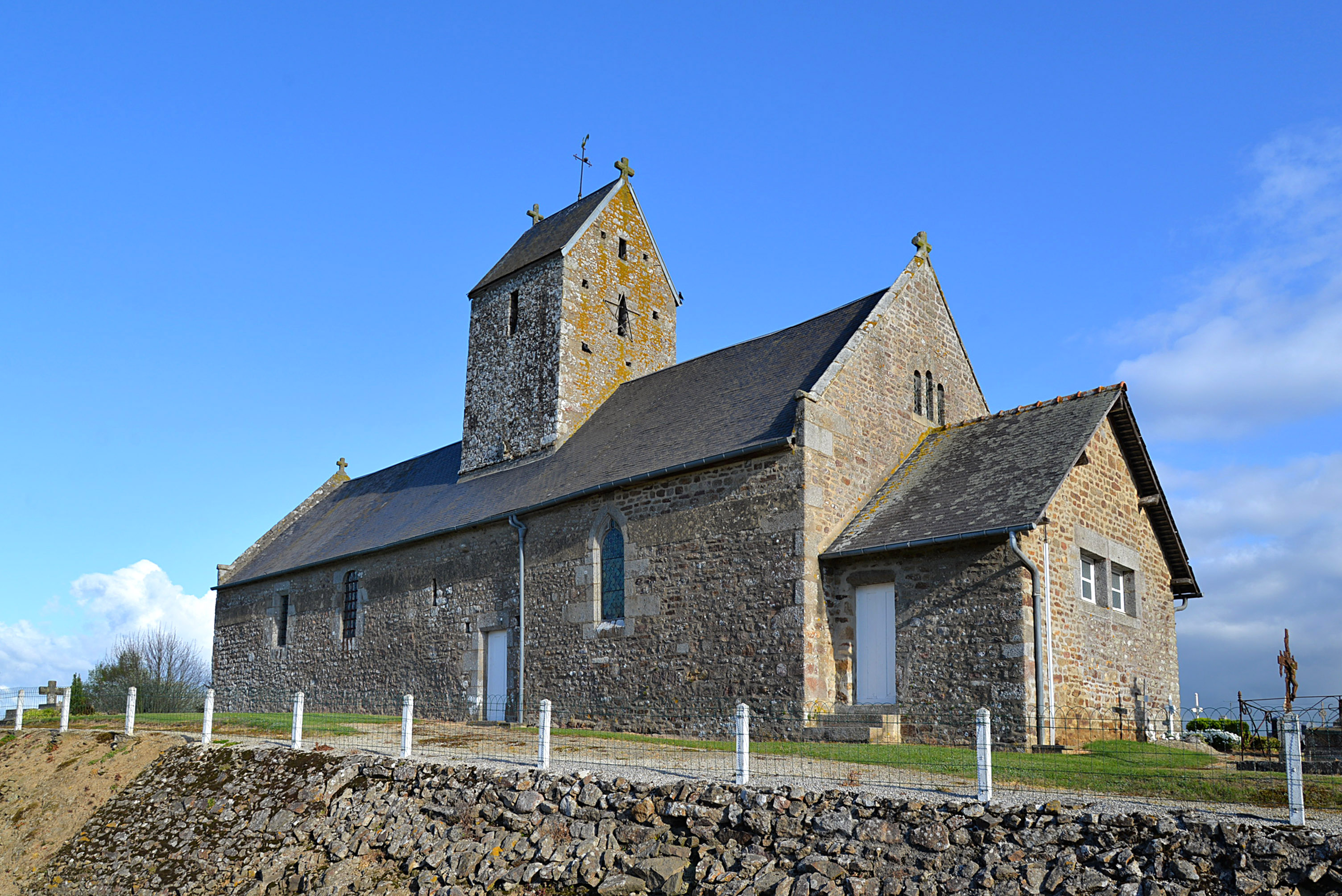
Kirche Notre-Dame

- Kirche Notre-Dame